# Жихорець
Жихорець або Мокрий Жихор — мала річка в Україні, яка протікає переважно на південних околицях міста Харків. Ліва притока Уди (басейн Дону).

## Загальні відомості
Річка Жихорець бере початок зі струмків на території житлового масиву ХТЗ, Індустріального району, приблизно в 200 метрах на південь від станції метро «Імені О. С. Масельського»,  біля проспекту Олександрівський, вздовж вул. Раскової.  Річка формує балку "Мокрий Жихор". В 80-х рр. ХХ ст. район почали забудовувати висотними будинками, і початок струмка направили в бетонний колектор, зробивши з нього дощову каналізацію[джерело не вказане 874 дні].
Далі за Олександрівським проспектом струмок виходить на поверхню і тече по дну балки. Тут межують райони міста — Немишлянський і Індустріальний, а вулиця Марини Раскової виходить до Олександрівського проспекту. Далі русло річки формується вздовж яру, який огинає приватний сектор Чунухи і Горбані. Проходячи повз Горбань (в праву сторону в напрямку течії) і садового товариства (по ліву сторону), Жихорець утворює невелике озерце, після чого тече на південний захід уздовж південного кордону житлового масиву Нові Будинки і сіл Павленки, Федірці, Мовчани, Котляри, утворюючи досить великий ставок поблизу останнього (в деяких джерелах -озеро «Аеропорт»).[джерело не вказане 874 дні]
Звідти річка спрямовується далі на захід, перетинаючи ділянку окружної дороги (проспект Гагаріна в безпосередній близькості від гіпермаркету «Епіцентр» та Безлюдівського м'ясокомбінату).[джерело не вказане 874 дні] Огинаючи «Епіцентр», русло проходить поблизу Безлюдівських очисних споруд, розташованих вздовж Драгомирівської вулиці, де відбувається скидання очищених стоків у струмок, близько 500 метрів тягнеться паралельно посадці на південний захід, після чого струмок розвертається на північний захід, перетинає залізничне полотно (Ізюмський напрямок ПЗ) між станціями «Безлюдівка » і «Передвузлова» (в кількох кілометрах на північ від «Удянської»), повертає на північ, і повторно перетинає окружну, але вже на ділянці Мереф'янського шосе в околицях селища Жихор.[джерело не вказане 874 дні]
Повертаючи в селищі знову на захід, Жихорець доходить до його західних околиць (початок Гетьманської вулиці, де полями й городами впадає в річку Уда. В декількох сотнях метрів на північ, вище за течією Уди, але на іншому березі, знаходяться залишки стародавнього городища Донець, в межах теперішнього села Карачівка. У цьому місці річка Уда вже увібрала в себе води річок Харків і Лопань (остання зустрічає Уду трохи північніше — в районі Пилипівки).
Довжина річки — 15,9 км, падіння — 65 м, похил — 4,09 м/км.[джерело не вказане 874 дні]
Екоактивісти у 2021 році встановили на Жихорській греблі перший в Україні сміттєвий уловлювач «Trash Killer»

## Два русла
Наразі річка Жихорець має 2 русла: природне і штучне. Таке рішення було введено в дію внаслідок того, що природне русло не могло впоратись з необхідними витратами води включно з стоками з Безлюдівських очисних споруд.[джерело не вказане 874 дні] Розділ русел відбувається за з/д мостом поблизу станції Основа. Тут Жихорець розділяється і природне гирло повертає на північ і тече Жихорем. Штучне русло проведено під землею у колекторі і вміщує в собі більшу частину потоку Жихорця.[джерело не вказане 874 дні]

## Навколишні ставки
На берегах річки споруджено 4 невеликі ставки, для зручності їх можна назвати Першим, Другим, Третім і Четвертим Жихорецькими ставками, існує кілька дрібних, і у селищі Котляри збудовано найбільший ставок, що місцеві називають "Аеропорт" або "Шанхай". Озеро Циганка розташоване на правобережній надзаплавній терасі р. Жихорець біля Мереф’янського шосе, вздовж залізничної колії. Болото у заплаві р. Жихорець розташоване на території селища Жихор.

## Флора та фауна
У річці присутні водорості. Щодо тваринного світу, то у самій річці присутній карась (за словами місцевих рибалок), невеликий піскар. Живуть також жаби, ондатри, вужі, болотні черепахи (Emys orbicularis), п'явки тощо. Флора представлена рослинами родин Cyperaceae, Poaceae, Asteraceae, Orchidaceae та інші. На лівобережному березі першої тераси сформовані угруповання різнотравно-злакових суходільних луків з участю Salvia nutans L. та S.pratensis L., раритетний вид флори — Inula helenium. Комплекс ставків-відстійників розташований на лівобережній заплавній терасі р. Жихорець біля селища Безлюдівка мають унікальний для Харкова орнітокомплекс, у складі якого понад 30 видів, таких як мартин, крячка, кулик (Himantopus himantopus, Sterna hirundo), Tringa totanus. На озері Циганка гніздиться Podiceps cristatus, Botaurus stellaris, Ixobrychus minutus, Anas platyrhynchos, Fulica atra та інші. Під час сезонних міграцій на водоймі зустрічаються Anas sp., Larus ridibundus, Chlidonias sp.
У нижній течії раніше рибний склад був різноманітніший, включаючи коропа, плітку, себіля (уклійку) тощо, проте зараз інформація про цих мешканців є непідтвердженою. На відстані від 2-го до 4-го Жихорецького ставків на річці присутні омути (глибина до метра) і бистрини (глибиною близько 15 см), в омутах місцеві ловлять карася. На бистринах присутній піскар, карась, краснопірка, плітка, лящ, короп, підлящ, плоскирка, себіль.

## Галерея

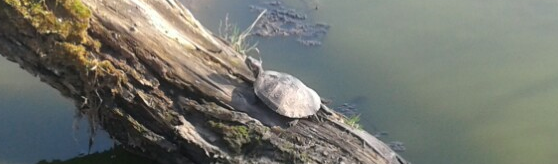
Черепаха на 2 ставку
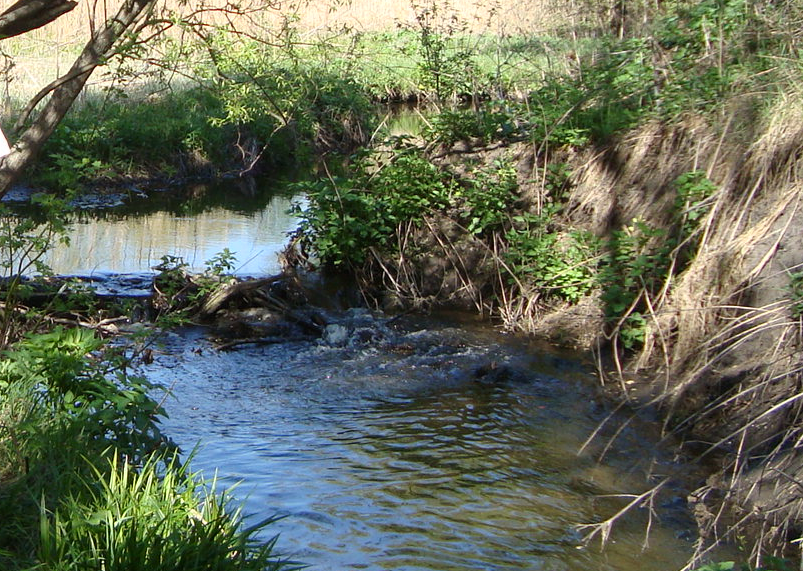
Порог на річці
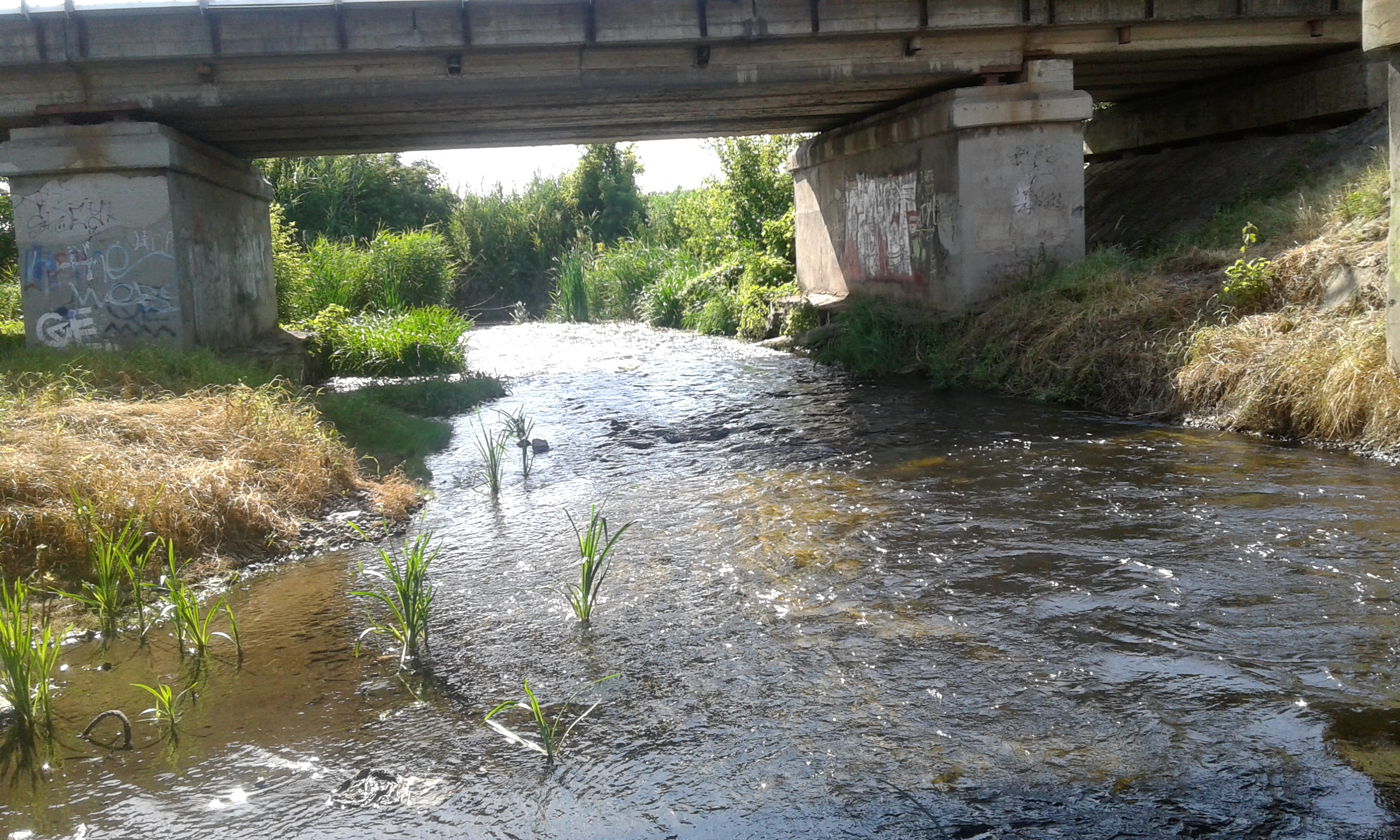
Жихорець під залізничним мостом

## Див також.
- Сухий Жихор